# Сан-Мигел-ду-Гуапоре

Сан-Мигел-ду-Гуапоре на карте штата.

Сан-Мигел-ду-Гуапоре (порт. São Miguel do Guaporé)  —  муниципалитет в Бразилии, входит в штат Рондония. Составная часть мезорегиона Восток штата Рондония. Входит в экономико-статистический  микрорегион Алворада-Д'Оэсти.Население составляет 21 828 человек на 2010 год. Занимает площадь 7 460,22 км². Плотность населения — 2,93 чел./км².

## Демография
Согласно сведениям, собранным в ходе переписи 2010 г. Национальным институтом географии и статистики (IBGE), население муниципалитета составляет:
| Полное население                               | Полное население                               | Полное население                               | Полное население                               | 21 828 |
| ---------------------------------------------- | ---------------------------------------------- | ---------------------------------------------- | ---------------------------------------------- | ------ |
| в том числе:                                   | Городское население                            | 8 470                                          | Процент городского населения, %                | 38,80  |
|                                                | Сельское население                             | 13 358                                         | Процент сельского населения, %                 | 61,20  |
|                                                | Мужское население                              | 11 328                                         | Процент мужского населения, %                  | 51,90  |
|                                                | Женское население                              | 10 500                                         | Процент женского населения, %                  | 48,10  |
| Плотность населения, чел/км²                   | Плотность населения, чел/км²                   | Плотность населения, чел/км²                   | Плотность населения, чел/км²                   | 2,93   |
| Население муниципалитета в % к населению штата | Население муниципалитета в % к населению штата | Население муниципалитета в % к населению штата | Население муниципалитета в % к населению штата | 1,40   |

По данным оценки 2015 года население муниципалитета составляет 23 933 жителя.

## Административное деление
Муниципалитет состоит из 2 дистриктов:
| № | Наименование дистрикта | Наименование дистрикта (порт.) | Территория, км² | Население, чел.(2010) | Население, чел.(2010) | Население, чел.(2010) | Плотность, чел./км² | Код дистрикта |
| № | Наименование дистрикта | Наименование дистрикта (порт.) | Территория, км² | всего                 | городское             | сельское              | Плотность, чел./км² | Код дистрикта |
| 1 | Сан-Мигел-ду-Гуапоре   | São Miguel do Guaporé          | 7024            | 18499                 | 7958                  | 10541                 | 2,63                | 110032005     |
| 2 | Сантана-ду-Гуапоре     | Santana do Guaporé             | 436             | 3329                  | 512                   | 2817                  | 7,63                | 110032020     |

## Важнейшие населенные пункты
| № | Населённый пункт     | Населённый пункт (порт.) | Категория | Население чел. (2010) | На карте                        |
| - | -------------------- | ------------------------ | --------- | --------------------- | ------------------------------- |
| 1 | Сан-Мигел-ду-Гуапоре | São Miguel do Guaporé    | город     | 7958                  | 11°41′44″ ю. ш. 62°43′03″ з. д. |
| 2 | Сантана-ду-Гуапоре   | Santana do Guaporé       | поселок   | 512                   | 11°43′30″ ю. ш. 62°29′45″ з. д. |